# Лузијана (Виченца)
Лузијана (итал. Lusiana) је насеље у Италији у округу Виченца, региону Венето.
Према процени из 2011. у насељу је живело 524 становника. Насеље се налази на надморској висини од 725 м.

## Становништво
Према резултатима пописа становништва 2011. у општини је живело 2.740 становника.
| 1931. | 1936. | 1951. | 1961. | 1971. | 1981. | 1991. | 2001. | 2011. |
| ----- | ----- | ----- | ----- | ----- | ----- | ----- | ----- | ----- |
| 5.349 | 4.518 | 4.314 | 3.676 | 3.182 | 2.910 | 2.801 | 2.902 | 2.740 |